# アルビニャーゼゴ
アルビニャーゼゴ（伊: Albignasego）は、イタリア共和国ヴェネト州パドヴァ県にある、人口約27,000人の基礎自治体（コムーネ）。

## 地理

### 位置・広がり
パドヴァ県中部のコムーネで、パドヴァ市の南郊に位置する。県都パドヴァから南へ7km、ロヴィーゴから北へ31km、キオッジャから西北西へ35km、州都ヴェネツィアから西南西へ37kmの距離にある。

#### 隣接コムーネ
隣接するコムーネは以下の通り。
- アーバノ・テルメ
- カザルセルーゴ
- マゼラ・ディ・パードヴァ
- パードヴァ
- ポンテ・サン・ニコロ

### 気候分類・地震分類
気候分類では、zona E, 2383 GGに分類される。
また、イタリアの地震リスク階級 (it) では、zona 3 (sismicità bassa) に分類される。

## 行政

### 分離集落
アルビニャーゼゴには以下の分離集落がある。
- Sant'Agostino, Carpanedo,, Lion, Mandriola, San Giacomo

## 姉妹都市
- ガランタ、スロバキア 2007年